# 米哈伊尔·弗拉基米罗维奇·基泽耶夫
米哈伊尔·弗拉基米罗维奇·基泽耶夫（羅馬化：Mikhail Vladimirovich Kizeyev；1978年3月3日—）是俄罗斯政治人物，第八届国家杜马代表。2015年，他获得医学副博士学位。
从伊万诺沃国立医学院毕业后，基泽耶夫开始在伊万诺沃市第四临床医院担任医务人员。2003年，他被任命为市第四临床医院眼科显微外科医生。2010年至2021年，他担任联邦医学生物局“Reshma”医疗中心的主任医师。2015年至2021年，他担任伊万诺沃州杜马代表。2021年9月起，他担任第八届国家杜马代表。

## 制裁
基泽耶夫于2022年因俄乌战争而受到英国政府制裁。